# Ferdinand Fromm
Ferdinand Ludwig Fromm (* 31. März 1857 in Unterkochen; † 4. April 1941 in Heilbronn) war ein württembergischer Offizier. Er hat mehrere Schriften zu militärischen Themen sowie kleinere heimat- und volkskundliche Beiträge verfasst.

## Leben
Ferdinand Fromm war der Sohn eines Kaufmanns und trat nach Gymnasium und Kadettenschule 1875 als Fähnrich in das Infanterie-Regiment 124 ein, wo er 1877 zum Leutnant befördert wurde. Bis 1903 stieg er bis zum Major auf. 1909 schied er aus dem aktiven Truppendienst aus und wurde innerhalb des Ersatzheeres erst Kommandeur des Landbezirks Ehingen und dann Kommandeur des Landbezirks Heilbronn. In Heilbronn erwarb er ein Haus in der Lerchenstraße 6 und erhielt 1913 das Bürgerrecht. Im Ersten Weltkrieg kehrte er in den aktiven Heeresdienst zurück, aus dem er als Oberst 1919 wieder verabschiedet wurde. Anschließend trat er in die Württembergische Bürgerpartei ein, deren Ortsvorsitz in Heilbronn er von 1922 bis 1925 innehatte.
Er war Verfasser der 1901 erschienenen Geschichte des Infanterie-Regiments König Wilhelm I. (6. Württ.) Nr. 124. Nach seiner Versetzung zum Ersatzheer beteiligte er sich an den volkskundlichen Sammlungen von Karl Bohnenberger, der Volkslieder und Redensarten für volkskundliche Schriften zusammentrug. Mit seinem Wechsel nach Heilbronn trat Fromm in den Historischen Verein Heilbronn ein, wo er 1913 einen ersten Vortrag hielt. Am Tag des Attentats von Sarajewo (28. Juni 1914) leitete Fromm eine Exkursion des Vereins zum Schlachtfeld des preußisch-österreichischen Kriegs 1866 in Tauberbischofsheim. Während des Krieges stand Fromm zwar im Feld, hat sich aber weiter mit volkskundlicher Sammlung befasst und wurde 1916 auch in den Ausschuss des Historischen Vereins gewählt. Nach Kriegsende veröffentlichte Fromm zwei Monographien über das Württembergische Reserve-Infanterie-Regiment Nr. 120 und das Württembergische Landwehr-Infanterie-Regiment Nr. 126 im Krieg. Bis 1932 hielt er noch einige volkskundliche und heimatgeschichtliche Vorträge und veröffentlichte auch noch mehrere kleine Schriften, vor allem in der Reihe Kulturgeschichtliche Skizzen aus Württemberg in der Zeitschrift Schwäbische Heimat. Bis 1937 gehörte er dem Ausschuss des Historischen Vereins an, bevor er aus Altersgründen um seine Freistellung bat.

## Schriften (Auswahl)
- Geschichte des Infanterie-Regiments König Wilhelm I. (6. Württ.) Nr. 124. Weingarten 1901
- Das Württembergische Reserve-Infanterie-Regiment Nr. 120 im Weltkrieg 1914–1918. Stuttgart 1920
- Das Württembergische Landwehr-Infanterie-Regiment Nr. 126 im Weltkrieg 1914–1918. Stuttgart 1921
- Aus dem Württembergischen Volks- und Soldatenleben vor 90 Jahren. In: Schwäbische Heimat. Band 21, 1926, Heft 1/3, S. 2–10.
- Von Burgen und Stadtbefestigungen. In: Schwäbische Heimat. Band 21, 1926, Heft 1/3, S. 22f.
- Rechtspflege im 17. und 18. Jahrhundert. In: Schwäbische Heimat. Band 22, 1927, Heft 3/5, S. 11–17.
- Vom Volkslied seit 200 Jahren. In: Schwäbische Heimat. Band 24, 1929, Heft 7, S. 54–60.
- Meine Erinnerungen an Graf Zeppelin. In: Württemberg. Band 2, 1930, S. 133–142.
- Totenglaube und Totenkult in der Ukraine und am Don. In: Oberdeutsche Zeitschrift für Volkskunde. Band 6, 1932, S. 45f.